# Anachów
Anachów (deutsch: Annahof) ist ein nicht bewohnter Weiler des Ortes Kazimierz (Kasimir) in der Stadt- und Landgemeinde Oberglogau im Powiat Prudnicki der Woiwodschaft Opole in Polen.

## Geographie
Anachów liegt etwa sechs Kilometer südöstlich von Oberglogau, 24 Kilometer östlich von Prudnik (Neustadt O.S.) und 42 Kilometer südlich von Opole (Oppeln).

## Geschichte

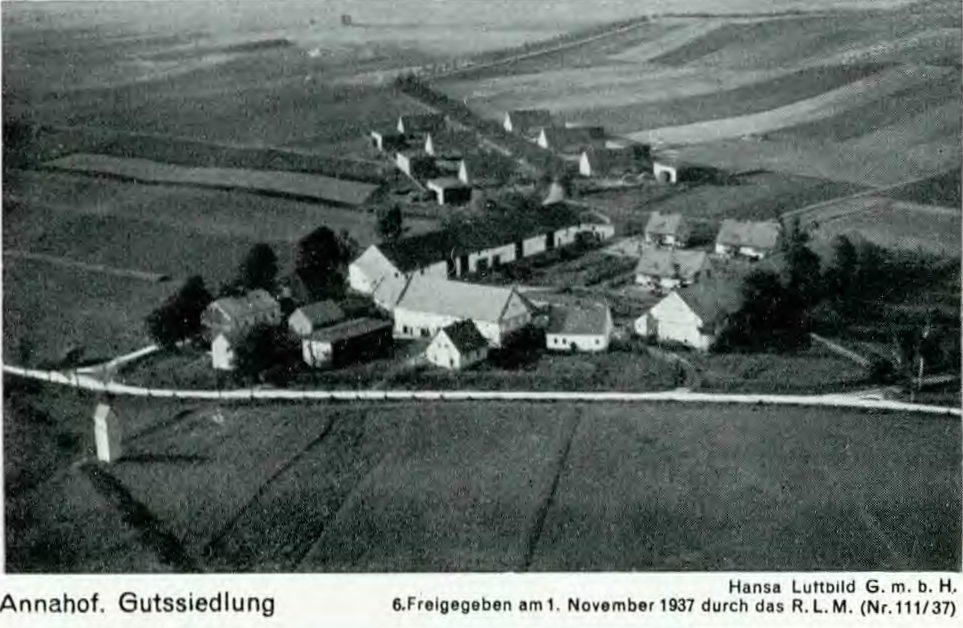
Luftbild von 1937

Der Ort entstand als Vorwerk und wurde 1865 als zu Kasimir gehörendes Annavorwerk erwähnt.
Nach der Volksabstimmung in Oberschlesien 1921 verblieb Annahof beim Deutschen Reich. Bis 1945 befand sich der Ort im Landkreis Leobschütz.
1945 kam der bis dahin deutsche Ort unter polnische Verwaltung, wurde ins polnische Kolonia Świętej Anny umbenannt und der Woiwodschaft Schlesien angeschlossen. Die einheimische Bevölkerung nannte den Ort jedoch „Anachów“. Auf Landkarten wurde der Ort auch als Dwór Anny bezeichnet. 1950 kam der Ort zur Woiwodschaft Opole. Anfang der 1950er Jahre lebten im Ort zehn Familien, darunter einheimische Schlesier und nach dem Krieg zugezogene Krakauer. Da der Weiler nicht ans Wassernetz angeschlossen war, verließen die Einwohner den Ort nach und nach. Dies führte dazu, dass der Weiler heute unbewohnt ist. 1999 kam der Ort zum wiedergegründeten Powiat Prudnicki. Im August 2001 beschloss der Gemeinderat den Ort auch offiziell Anachów zu benennen. Dies wurde 2003 angenommen.